# ナムコットコレクション
『ナムコットコレクション』（NAMCOT COLLECTION）は、バンダイナムコエンターテインメントより2020年6月18日に発売されたNintendo Switch用ゲームソフト。海外版のNAMCO MUSEUM ARCHIVES（ナムコミュージアムアーカイブス）も本項目で扱う。

## 概要
「ナムコット」ブランドでファミリーコンピュータ向けに発売されたタイトルを収録しており、ゲーム画面上の「コレクション棚」に、購入したタイトルのパッケージやグッズを任意に並べることが出来る。「ナムコット」の付くタイトルが発売されるのは『ギアスタジアム平成版』以来25年振り。
いつでも中断と再開ができる「セーブ機能」や「巻き戻し機能」、ゲーム画面の表示方式の変更といった、ファミリーコンピュータ Nintendo Switch Online等と同様の機能を搭載している。
ダウンロード版は「コレクション棚+ワギャンランド」が無料で配信され、他のタイトルはダウンロードコンテンツとして追加購入する（まとめ買いパックによる割引あり）。無料配信分とDLC第1弾を収録したパッケージ版も発売。ダウンロード版配信当日、購入したタイトルとは違うゲームがダウンロードされる不具合が生じたため、午前10時から配信を停止、その後2020年7月8日より配信が再開された。
タイトル画面における商号や制作年表記は基本的に当時のままだが、社名表記のみBNEI(バンダイナムコエンターテイメント)で統一されている。

## 収録作品
| タイトル                                                                       | 当時の発売日   | 発売順 (ナンバー) | プレイ人数                           | ジャンル     | 備考 |
| 特典タイトル                                                                   | 特典タイトル   | 特典タイトル      | 特典タイトル                         | 特典タイトル | 特典タイトル                                                                                                  |
| ------------------------------------------------------------------------------ | -------------- | ----------------- | ------------------------------------ | ------------ | --- |
| ワギャンランド                                                                 | 1989年2月9日   | 50                | 1人                                  | ACT          | ダウンロード版では無料クライアントソフト「ナムコットコレクション」を入手すると必ず付属 (パッケージ版にも収録) |
| パックマン チャンピオンシップ エディション (FCアレンジ版)                      | 2020年6月18日  | 84                | 1人                                  | ACT          | 10本購入特典 (パッケージ版にも収録) FCフォーマットに準拠する形で新規に移植した版                              |
| ギャプラス (FCアレンジ版)                                                      | 2020年8月20日  | 85                | 1人                                  | SHT          | 20本購入特典 『パックマンCE』と同様の新規移植版                                                               |
| ダウンロード第1弾（2020年6月18日より配信開始・パッケージソフト（同日リリース） |                |                   |                                      |              | |
| パックマン                                                                     | 1984年11月2日  | 02                | 1 - 2人 (交互プレイ)                 | ACT          | |
| ギャラガ                                                                       | 1985年2月15日  | 05                | 1 - 2人 (交互プレイ)                 | SHT          | |
| ドルアーガの塔                                                                 | 1985年8月6日   | 07                | 1人                                  | ACT          | |
| バトルシティー                                                                 | 1985年9月9日   | 09                | 1 - 2人 （同時プレイ）               | SHT          | |
| スターラスター                                                                 | 1985年12月6日  | 12                | 1人                                  | SHT          | ナムコ初のFCオリジナル作品                                                                                    |
| ファミリージョッキー                                                           | 1987年4月24日  | 25                | 1 - 2人 （対戦プレイ）               | RCG          | |
| 妖怪道中記                                                                     | 1988年6月24日  | 40                | 1人                                  | ACT          | |
| ドラゴンスピリット 新たなる伝説                                                | 1989年4月14日  | 55                | 1人                                  | SHT          | |
| クインティ                                                                     | 1989年6月27日  | 60                | 1 - 2人 （同時プレイ）               | ACT          | 原作はゲームフリーク（当時は同人サークル）開発                                                                |
| スプラッターハウス わんぱくグラフィティ                                        | 1989年7月31日  | 64                | 1人                                  | ACT          | |
| ダウンロード第2弾（2020年8月20日より配信開始）                                 |                |                   |                                      |              | |
| ギャラクシアン                                                                 | 1984年9月7日   | 01                | 1 - 2人 (交互プレイ)                 | SHT          | ナムコが初めて自社発売したFCソフト                                                                            |
| マッピー                                                                       | 1984年11月14日 | 04                | 1 - 2人 (交互プレイ)                 | ACT          | |
| ワープマン                                                                     | 1985年7月12日  | 08                | 1 - 2人 （同時プレイ）               | ACT・SHT     | |
| パックランド                                                                   | 1985年11月21日 | 10                | 1人                                  | ACT          | |
| ワルキューレの冒険 時の鍵伝説                                                  | 1986年8月1日   | 17                | 1人                                  | ACT・RPG     | |
| ドラゴンバスター                                                               | 1987年1月7日   | 23                | 1人                                  | ACT・RPG     | |
| ファミリーサーキット                                                           | 1988年1月6日   | 37                | 1人                                  | RCG          | |
| 貝獣物語                                                                       | 1988年11月18日 | 46                | 1人                                  | RPG          | 原作はバースデイ制作 付属の地図は説明書の末尾に収録。ただし縮小されている。                                   |
| ローリングサンダー                                                             | 1989年3月17日  | 53                | 1人                                  | ACT          | |
| ケルナグール                                                                   | 1989年7月21日  | 62                | 1 - 2人 (一部モードのみ対戦プレイ)   | ACT          | |
| ダウンロード第3弾（2020年8月20日より配信開始）                                 |                |                   |                                      |              | |
| ゼビウス                                                                       | 1984年11月8日  | 03                | 1 - 2人 (交互プレイ)                 | SHT          | |
| ディグダグ                                                                     | 1985年6月4日   | 06                | 1 - 2人 (交互プレイ)                 | ACT          | |
| バベルの塔                                                                     | 1986年7月18日  | 16                | 1人                                  | ACT          | 発売当初はオリジナル通りだったがアップデートによりタイトルロゴが「THE TOWER OF BABEL」へ変更された。          |
| スカイキッド                                                                   | 1986年8月22日  | 18                | 1 - 2人 (同時プレイ)                 | SHT          | |
| メトロクロス                                                                   | 1986年12月16日 | 22                | 1人                                  | ACT          | |
| デジタル・デビル物語 女神転生                                                  | 1987年9月11日  | 29                | 1人                                  | RPG          | 原作はアトラス開発                                                                                            |
| カイの冒険                                                                     | 1988年1月6日   | 41                | 1人                                  | ACT          | |
| キングオブキングス                                                             | 1988年7月22日  | 48                | 1 - 4人 （一部モードのみ対戦プレイ） | W・SLG       | 原作はアトラス開発                                                                                            |
| ファミリーピンボール                                                           | 1989年3月23日  | 54                | 1 - 4人 （一部モードのみ交互プレイ） | ACT          | |
| ナムコクラシックII                                                             | 1992年3月13日  | 77                | 1 - 4人 （一部モードのみ交互プレイ） | GOLF         | |

## NAMCO MUSEUM ARCHIVES
2020年6月18日にNintendo Switch（日本国外）、PlayStation 4、Xbox One、Windows（Steam）向けに2作同時配信開始されたダウンロードソフト。上記のファミリーコンピュータ版に加えて、一部タイトルがNintendo Entertainment System版（英語版）を収録するなどナムコットコレクションとはラインナップが異なる。セット売りのみでコレクション棚は無い。

### Vol.1
1. Galaxian
2. Pac-Man
3. Xevious
4. Mappy
5. Dig Dug
6. The Tower of Druaga
7. Sky Kid
8. Dragon Buster
9. Dragon Spirit: The New Legend
10. Splatterhouse: Wanpaku Graffiti
11. Pac-Man CE(FC ver.)

### Vol.2
1. Galaga
2. Battle City
3. Pac-Land
4. Dig Dug II
5. Super Xevious
6. Mappy-Land
7. Legacy of the Wizard（ドラゴンスレイヤーIV ドラスレファミリー）
8. Rolling Thunder
9. Dragon Buster II
10. Mendel Palace（クインティ）
11. Gaplus(FC ver.)